# Petites écoles de Port-Royal

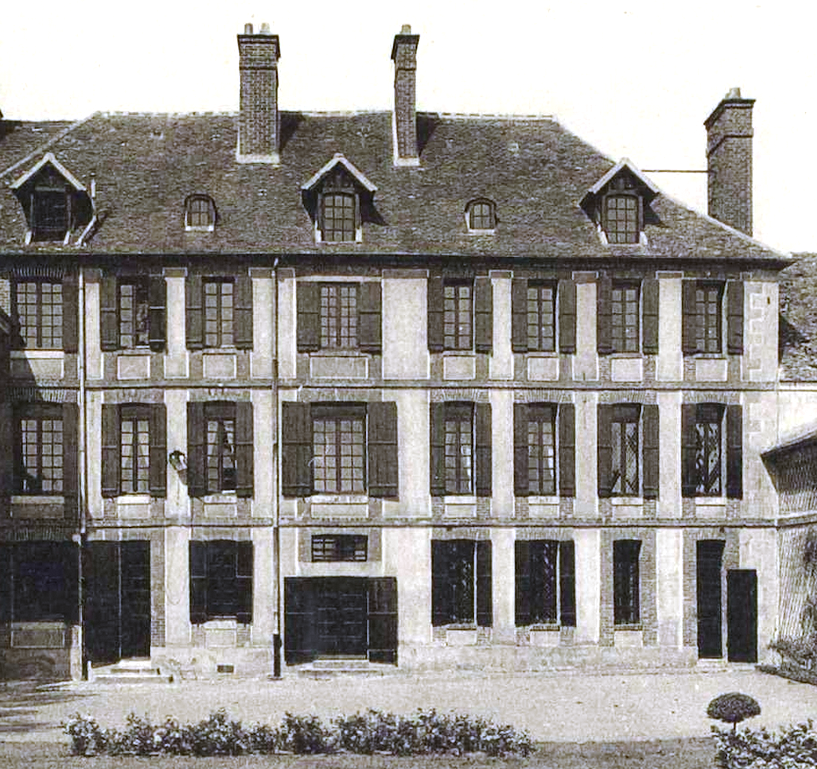
Les Petites Écoles du XVIIe siècle photographiées au début du e.

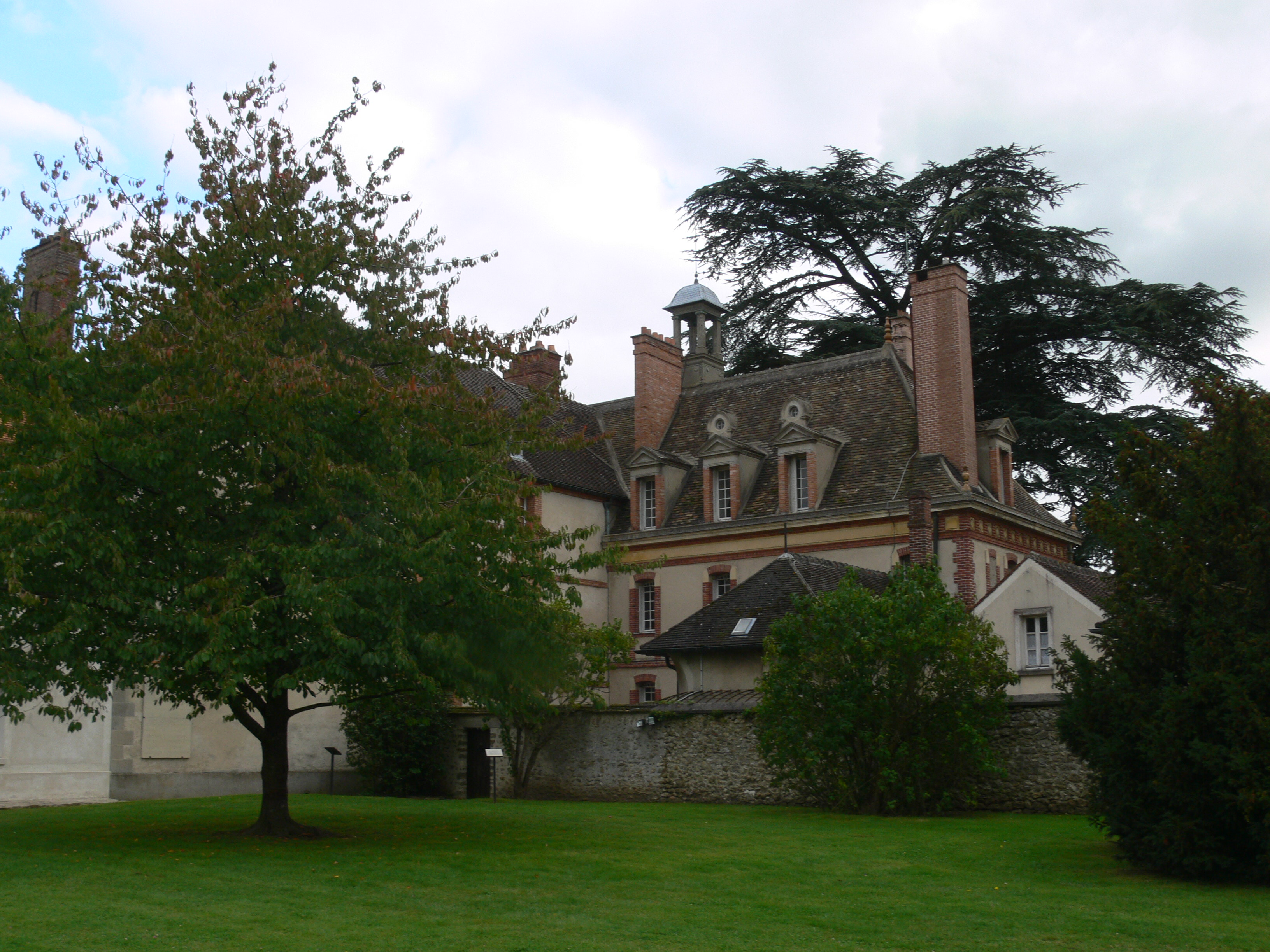
Au fond des vergers de Port-Royal, le bâtiment abritant les Petites écoles au XVIIe siècle, sans l'extension e qui abrite aujourd'hui le Musée.

Les Petites écoles de Port-Royal est le nom donné au système d'enseignement créé par les intellectuels réunis à Port-Royal des Champs au milieu du XVIIe siècle, alors que la controverse janséniste faisait rage. Ces petites écoles ont fonctionné de 1637 à 1660.

## Origine
Le monastère de Port-Royal des Champs était plus ou moins abandonné au profit de celui de Paris (pour des raisons de salubrité : le site était infesté par la malaria) lorsqu'en 1637 Jean Duvergier de Hauranne, abbé de Saint-Cyran, décida de créer sur les lieux une école pour une trentaine d'enfants, sous la direction d'un ami prêtre, Antoine Singlin. Cette école cohabite avec les Solitaires, ces intellectuels ou personnages du monde qui ont décidé de se retirer pour parfaire leur vie spirituelle. Nombre d'entre eux font la classe aux enfants. 
La qualité intellectuelle des professeurs a fait des Petites écoles de Port-Royal un lieu d'excellence intellectuelle, mais aussi un lieu d'expérimentation pédagogique et de normalisation de la langue. Les professeurs élaborent une nouvelle manière d'enseigner, fondée sur la langue française et non plus sur le latin, ce qui est révolutionnaire pour l'époque. Ils se démarquent ainsi du système d'enseignement des Jésuites, qui font la majeure partie de leur enseignement en latin, même lorsque les jeunes élèves ne le maîtrisent pas. 
Les professeurs prennent en charge des groupes restreints (jamais plus de 25 enfants) et instaurent une relation maître-élève très stricte mais en même temps basée sur la confiance et l'admiration. La discipline est sévère mais les nombreuses instructions pédagogiques témoignent d'un réel souci de la psychologie (même si le terme est anachronique) de l'enfant.

## Élèves et professeurs

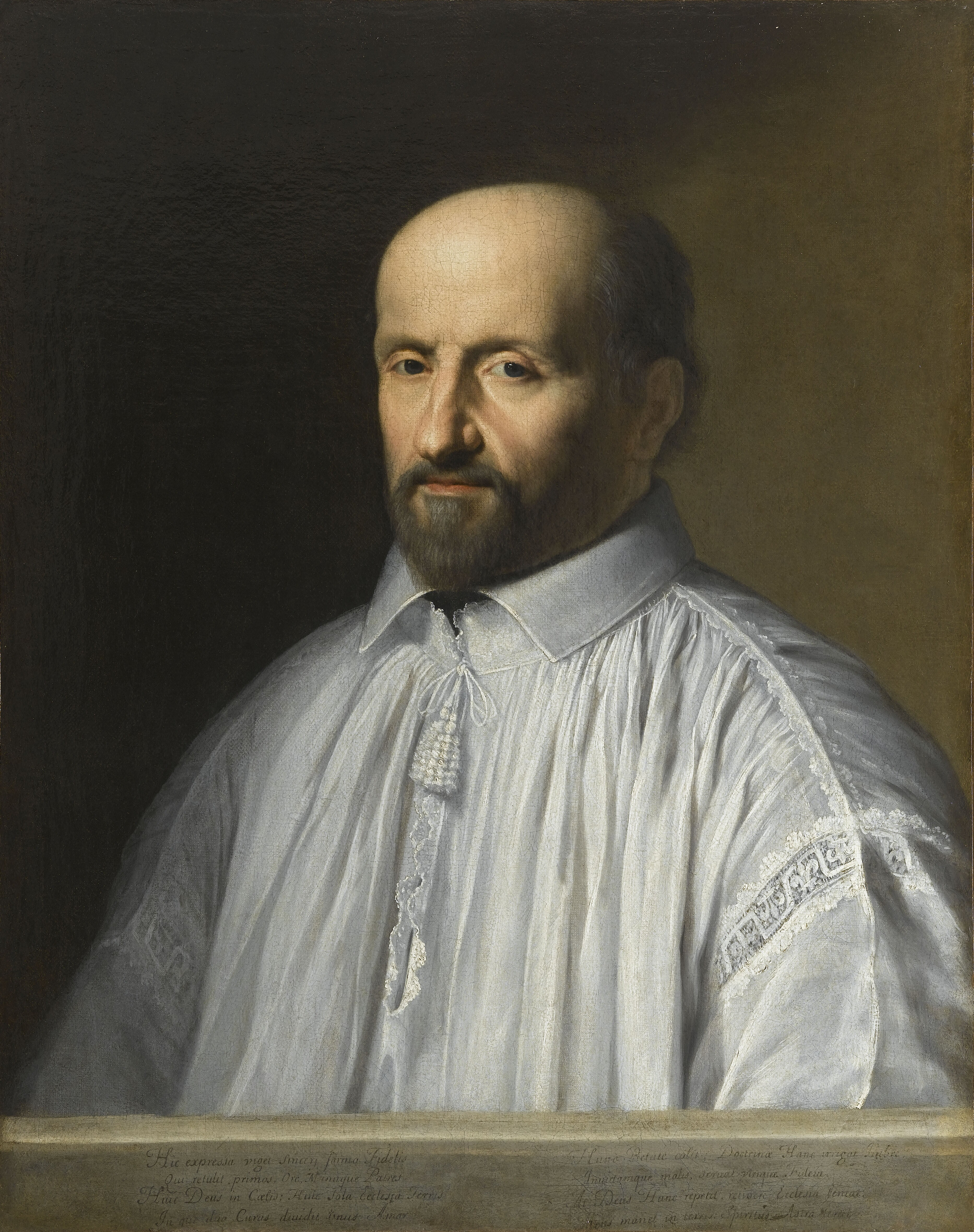
Jean Duvergier de Hauranne (Saint-Cyran)
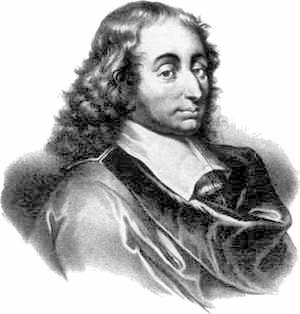
Blaise Pascal
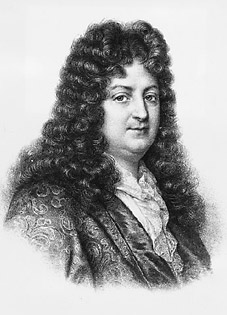
Jean Racine
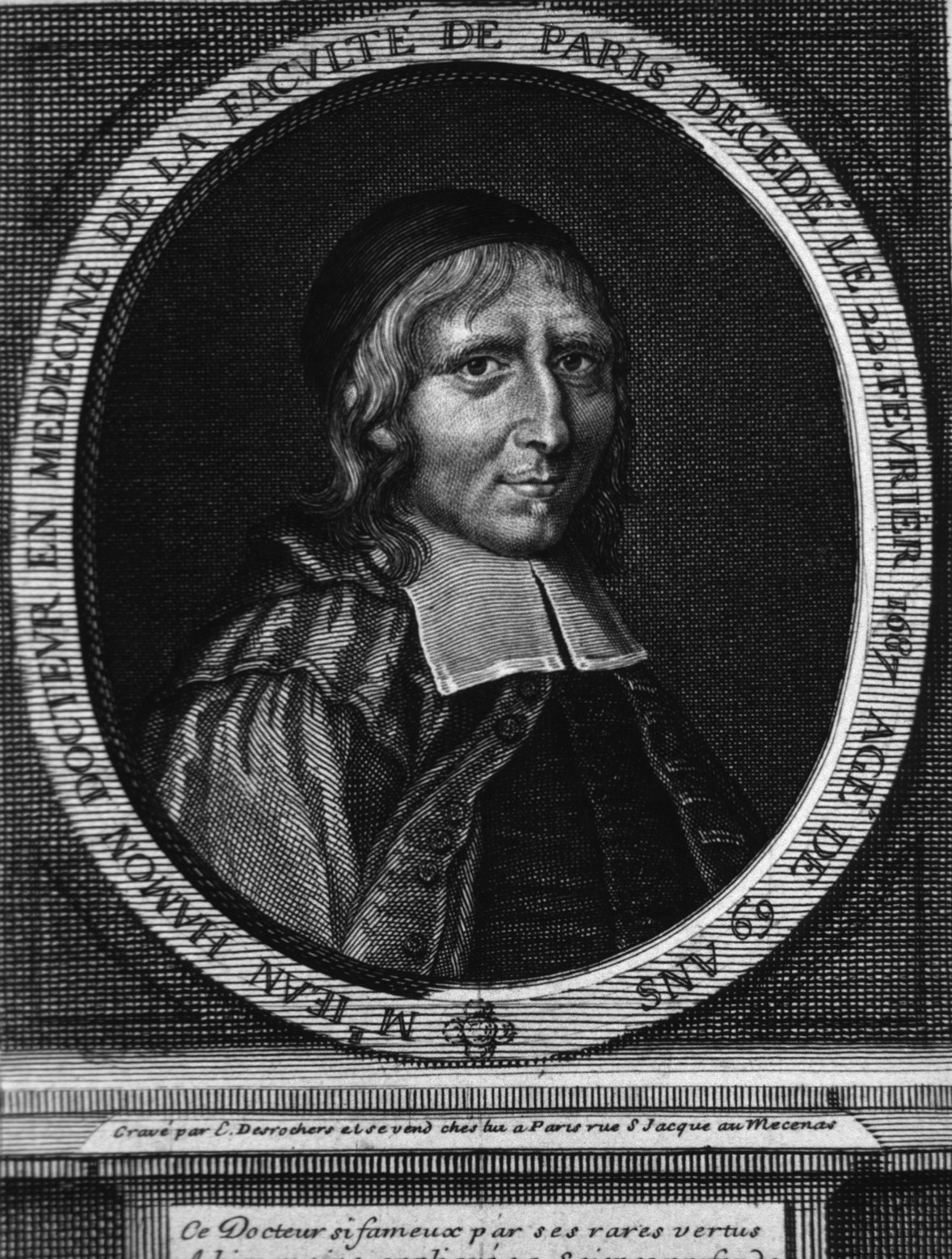
Jean Hamon

Les petites écoles ont eu comme élève un des plus grands tragédiens de la France du Grand Siècle, Jean Racine, dont la vie a été particulièrement marquée par l'éducation reçue à Port-Royal en 1655-1666. L'économiste Pierre Le Pesant de Boisguilbert y a également étudié.
Les professeurs instruisant les élèves étaient également parmi les plus grands intellectuels de leur temps :
- Blaise Pascal, qui écrit une nouvelle méthode pour apprendre à lire aux enfants
- Claude Lancelot, qui écrit la célèbre Grammaire de Port-Royal, texte normatif fondamental pour la langue française.
- Pierre Nicole, moraliste et logicien
- Jean Hamon (1618-1687), médecin et latiniste

Élèves:
- Jean Racine, élève 1655-1666, tragédien
- Pierre Le Pesant de Boisguilbert (1646-1714), économiste
- Elizabeth Hamilton, élève c. 1652 – c. 1660, réfugiée irlandaise, qui sera admirée pour sa beauté à la cour anglaise et française[1]
- Helen Muskerry, élève c. 1652 - c. 1660, refugiée irlandaise[2]